# حقل عصب النفطي
حقل عصب النفطي هو حقل نفطي يقع في إمارة أبو ظبي.و يعد من أعلى الحقول إنتاجية في البلاد، وخاصة بعد تطويره وزيادة حجم إنتاجه،  بما يلبي احتياجات البلاد داخليًا وتصديريًا.كتشفت شركة بترول أبوظبي الوطنية الحقل وطورته عام 1968، وهي التي تديره وتمتلكه. ويبلغ إجمالي الاحتياطيات المؤكدة لحقل عصب النفطي نحو 3.6 مليار برميل (507 × 106 طن)، ويركز الإنتاج على 450 ألف برميل يوميًا (72 ألف متر مكعب يوميًا).